# Anthony’s Cross
Anthony’s Cross – wieś w Anglii, w hrabstwie Gloucestershire. Leży 13 km na zachód od miasta Gloucester i 165 km na zachód od Londynu.